# Phare de Port-d'Espagne
Le phare de Port-d'Espagne (en anglais : Port-of-Spain Lighthouse) est un phare inactif situé dans la ville de Port-d'Espagne (île de Trinité), à Trinité et Tobago, en mer des Caraïbes

## Histoire
La première station de signalisation maritime a été mise en service en 1841. Le phare d'origine était également hexagonal, mais ne faisait que 13 m de hauteur.
Le phare actuel date des années 1880. C'est une tour hexagonale de 19,5 m avec une petite lanterne au sommet et une galerie au milieu, peintes en blanc avec des garnitures rouges et noires. Le phare a été construit à la base de la jetée Saint-Vincent , mais depuis lors, le rivage a été étendu et l'objectif initial de la lumière a été perdu. La tour a été restaurée dans les années 1980, mais en 2004, elle était en mauvais état, avec une inclinaison d'environ 5 degrés. Fin 2005, le phare a été repeint selon un motif très coloré (rouge et noir) honorant l'Équipe de Trinité-et-Tobago de football. Fin 2006, il a été repeint pour faire connaître la Coupe du monde de cricket de 2007 disputée à Trinité-et-Tobago.
Le phare est situé sur Wrightson Road, dans la capitale. Il figure au registre des sites historiques de Trinité-et-Tobago gérés par le National Trust of Trinidad and Tobago (en) .
Identifiant : ARLHS : TRI-008 .
|                                  |
| L'ancien phare de Port-d'Espagne |

### Lien connexe
- Liste des phares de Trinité-et-Tobago